# 金塔纳德尔马尔科
金塔纳德尔马尔科，是西班牙卡斯蒂利亚-莱昂莱昂省的一个市镇。 总面积23平方公里，总人口539人（001年），人口密度23人/平方公里。